# Lepsi
Lepsi ou Lepsy (kazakh : Лепсі) est un village de l'oblys d'Almaty, au sud-est du Kazakhstan.

## Géographie
Il est situé à 924 km de la capitale, Astana.
La proximité avec le lac Balkhach fait de ce village une zone touristique prisée en été, par les habitants du District de Sarkant.